# ادیت کمبل
ادیت کمبل (انگلیسی: Edith Campbell؛ ‏تلفظ نام‌خانوادگی: ‎/ˈkæmbəl/‎؛ ‏زاده ۱۲ دسامبر ۱۸۷۱–۱۹۵۱) یک پرستار کانادایی بود. او یکی از اولین پرستاران کانادایی بود که برای کمک به تأسیس بیمارستان صلیب سرخ کانادا (دوشس کانات)، یک بیمارستان صحرایی در تاپلو، باکینگهامشایر، وارد انگلستان شد و در طول جنگ جهانی اول در انگلستان و فرانسه خدمت کرد. وی برنده جوایزی همچون صلیب سرخ سلطنتی است.
پس از جنگ، او سرپرست شعبه تورنتو از سفارش پرستاران ویکتوریا بود. مدال‌ها و تعدادی از وسایل شخصی او توسط موزه جنگ کانادا نگهداری می‌شود.

## اوایل زندگی
ادیت کمبل در سال ۱۸۷۱ در مونترال کبک متولد شد. او از یک خانواده پزشک بود. پدربزرگ او - فرانسیس ویلند کمبل - رئیس دانشکده پزشکی کالج بیشاپ بود و پدر و عمویش هر دو پزشک بودند. او در خانه به «دیزی» معروف بود. در سال ۱۹۰۷ از مدرسه پرستاری در بیمارستان پرسبیتریان نیویورک فارغ‌التحصیل شد و متعاقباً در منهتن و مونترال کار کرد.

## جنگ جهانی اول
کمبل در سپتامبر ۱۹۱۴ در سن ۴۲ سالگی در یگان پزشکی ارتش کانادا ثبت نام کرد او در ۲۴ اکتبر ۱۹۱۴ با آرام‌اس فرانکونیا وارد بریتانیا شد. او و همتایانش در خدمات پرستاری ارتش کانادا به دلیل یونیفرم پرستاری آبی رنگ به «پرندگان آبی» معروف بودند.
به عنوان یکی از اولین پرستاران کانادایی که به کلاودن رسید، کمبل ابتدا در تأسیس بیمارستان صلیب سرخ کانادا (دوشس کانات)، یک بیمارستان صحرایی در تاپلو، باکینگهامشر، که سر ویلیام اوسلر پزشک مسئول آن بود، کمک کرد. در آوریل ۱۹۱۵، او به عنوان سرپرستار بیمارستان منصوب شد.
در زمانی که در کلاودن بود، کمبل درگیر رسوایی به نام " رسوایی تاپلو " بود که شامل اتهامات مربوط به روابط، عدم صداقت، رفتار نامناسب، مستی، و پرکاری پرستاران بود که همه به اقدامات کمبل مربوط نمی‌شد. کمبل و چارلز گورل از پست‌های خود عزل شدند. گورل و مرد دیگری متعاقباً خودکشی کردند. کمبل در حالی که او سعی می‌کرد اعتبار از دست رفته را بازگرداند، گفت که "بدترین جنگ‌ها همه در سنگر نیست". اوسلر معتقد بود که با کمبل به ناحق برخورد شده و در پاسخ، تهدید به استعفا کرد. بحث در مورد این رابطه در خانواده اسلر ممنوع بود.
در ۲۲ ژوئن ۱۹۱۵، از کمبل به خاطر اقداماتش در انگلستان و فرانسه در اعزام‌ها تقدیر شد و در اکتبر همان سال مدال درجه یک صلیب سرخ سلطنتی را دریافت کرد. او در سال ۱۹۱۶ به فرانسه بازگشت و متعاقباً در اعزام‌ها برای بار دوم در سال ۱۹۱۷ به خاطر شجاعتش در طول حملات هوایی دشمن در بیمارستان عمومی کانادایی شماره ۱ در اتاپل فرانسه، که طی آن به پرستاران مجروح مراجعه می‌کرد، تجلیله شد. برای این کار، او و پنج پرستار دیگر در ۲۵ سپتامبر ۱۹۱۸ مدال افتخار نظامی دریافت کردند نقل قول او در هنگام دریافت جایزه چنین بود:
For gallantry and devotion to duty during an enemy air raid. Regardless of personal danger she attended to the wounded sisters and by her personal example inspired the sisters under her charge.
مدال‌های دیگر او عبارتند از ستاره ۱۹۱۴، مدال جنگ بریتانیا، مدال پیروزی و مدال جوبیلی 1935. او تا آوریل ۱۹۱۹ به خدمت در نیروی اعزامی کانادا ادامه داد. سپس از خدمت خارج شد و به کانادا بازگشت.
در بازگشت به کانادا، کمبل سرپرست شعبه تورنتوی محفل پرستاران ویکتوریا شد. او در سال ۱۹۳۴ بازنشسته شد.

## مرگ و میراث
ادیت کمبل در سال ۱۹۵۱ درگذشت. مجموعه ای از مدال‌ها و آثار شخصی و نامه‌های او در موزه جنگ کانادا نگهداری می‌شود.